# Comté de Hood
Le comté de Hood, en anglais : Hood County, est un comté situé au nord des plaines du centre, dans la région des Cross Timbers de l'État du Texas aux États-Unis. Fondé le 2 novembre 1866, son  siège de comté est la ville de Granbury. Selon le recensement des États-Unis de 2020, sa population est de 61 598 habitants. Le comté a une superficie de 1 131 km2, dont 1 089 km2 de surfaces terrestres. Le comté de Hood est baptisé en référence à John Bell Hood, général de l'Armée des États confédérés.

## Organisation du comté

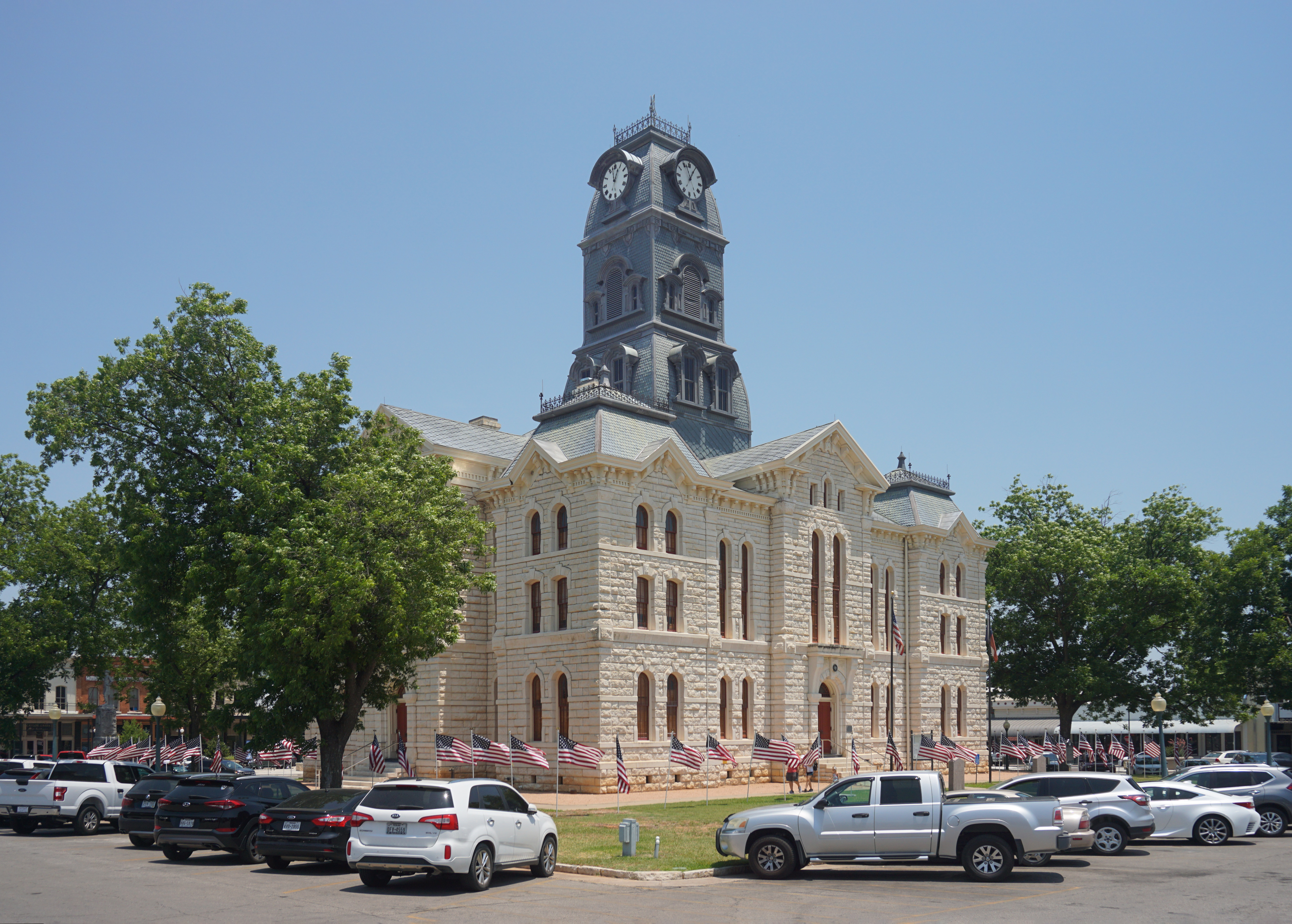
Le palais de justice, siège du comté de Hood à Granbury.

Le comté est fondé le 2 novembre 1866, à partir des terres des comtés d'Erath, de Johnson et de Palo Pinto. Il est définitivement organisé et autonome le 25 décembre 1866. 
Il est baptisé en l'honneur de John Bell Hood, général de l'Armée des États confédérés, commandant de la Brigade du Texas, également appelée brigade de Hood.

## Comtés adjacents
| Comté de Palo Pinto | Comté de Parker    |                  |
| Comté d'Erath       | comté de Hood      | Comté de Johnson |
|                     | Comté de Somervell |                  |

## Géographie - Climat
Le comté de Hood est situé au nord des plaines du centre, dans la région des Cross Timbers au Texas, aux États-Unis,.
Il a une superficie totale de 1 131,35 km2, composée de 1 089,45 km2 de terres et de 41,9 km2 de zones aquatiques.
Les altitudes vont de 182 m à 304 m. Le fleuve Brazos et la rivière Paluxy sont les principales sources d'eau du comté. Le Brazos coule en un mouvement sinueux du nord au sud tandis que le Paluxy coule du nord-ouest au sud-est en passant par le coin sud-ouest du comté. Le lac Granbury (en), un réservoir situé sur le fleuve Brazos, a été achevé en 1969. Les précipitations annuelles moyennes sont de 762 mm.

## Démographie
Lors du recensement de 2010, le comté comptait une population de 51 182 habitants. Elle est estimée, en 2017, à 58 273 habitants,.

Pyramide des âges du comté de Hood (2000).

| Groupes           | Comté de Hood | Texas | États-Unis |
| ----------------- | ------------- | ----- | ---------- |
| Blancs            | 92,6          | 70,4  | 72,4       |
| Autres            | 4,2           | 10,6  | 6,4        |
| Métis             | 1,5           | 2,5   | 2,7        |
| Amérindiens       | 0,7           | 0,7   | 0,9        |
| Asiatiques        | 0,6           | 3,8   | 4,8        |
| Afro-Américains   | 0,5           | 11,9  | 12,6       |
| Total             | 100           | 100   | 100        |
|                   |               |       |            |
| Latino-Américains | 10,2          | 37,6  | 16,7       |

### Source de la traduction
- (en) Cet article est partiellement ou en totalité issu de l’article de Wikipédia en anglais intitulé « Hood County, Texas » (voir la liste des auteurs).